# 2014 MT69
2014 MT69, também escrito como 2014 MT69 (designação provisória 0720090F no contexto do telescópio espacial Hubble, e 7 no contexto da missão New Horizons), é um objeto transnetuniano que está localizado no cinturão de Kuiper, uma região do Sistema Solar. Este corpo celeste possui uma magnitude absoluta de 9,9 e tem um diâmetro estimado entre 20 e 92 quilômetros. Ele foi anteriormente considerado como um potencial alvo para um sobrevoo da sonda New Horizons.

## Descoberta
2014 MT69 foi descoberto no dia 24 de junho de 2014 pelo telescópio espacial Hubble.

## Órbita
A órbita de 2014 MT69 tem uma excentricidade de 0,104 e possui um semieixo maior de 43,231 UA. O seu periélio leva o mesmo a uma distância de 38,741 UA em relação ao Sol e seu afélio a 47,720 UA.

## Possível visita da New Horizons
Após a sonda New Horizons ter completado o seu voo rasante sobre o planeta anão Plutão, esta sonda vai agora ser manobrada para um sobrevoo de pelo menos mais um objeto do cinturão de Kuiper. Já foram considerados vários alvos em potencial para receber o primeiro voo rasante da sonda após a mesma ter cumprido com sucesso a sua principal missão que era sobrevoar Plutão. Este pequeno corpo celeste chegou a ser considerado como um dos potenciais alvos para esta futura missão da New Horizons. Um potencial encontro com a New Horizons parecia inicialmente mais viável para 2014 MT69 do que para 2014 MU69, mas observações posteriores acabaram descartando 2014 MT69 como um potencial alvo.
Os potenciais alvos para a sonda New Horizons foram 2014 MU69 que recebeu o apelido de PT1 (com 100% de chance de ser visitado pela New Horizons) e 2014 PN70 que foi apelidado de PT3 (tinha 97% de chance), a sonda tem combustível suficiente para manobrar tanto para 2014 MU69 como para 2014 PN70. O alvo preferido para o sobrevoo é o PT1, mas o PT3 também poderia ser alvo de um sobrevoo, a decisão é esperada para ser tomada em agosto de 2015. O potencial alvo 2014 OS393 (PT2) (que possuía apenas 7% de chance), não é mais considerado como um alvo potencial.
Em 28 de agosto de 2015, a equipe da New Horizons anunciou a seleção de 2014 MU69 (mais tarde denominado 486958 Arrokoth) como o próximo alvo para um sobrevoo da sonda.